# DIMM

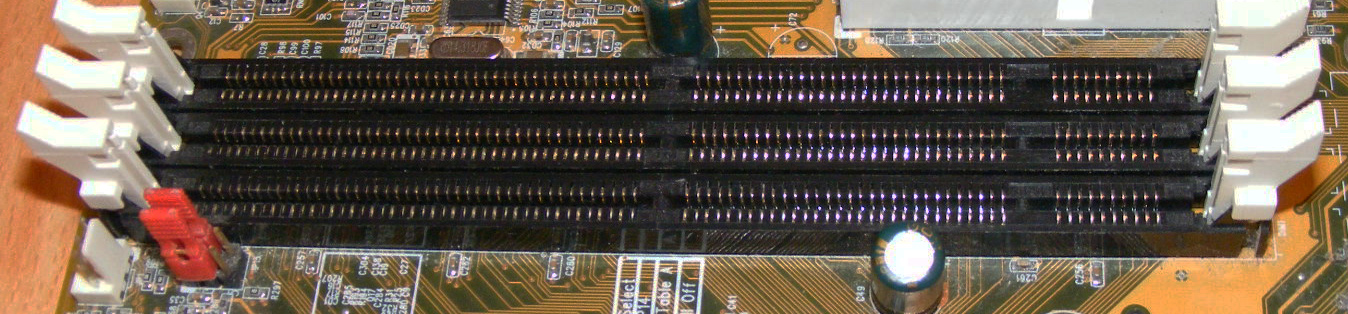
3개의 SDRAM DIMM 슬롯

DIMM(dual in-line memory module, 듀얼 인라인 메모리 모듈)은 여러 개의 DRAM 칩을 회로 기판 위에 탑재한 메모리 모듈을 가리키며, 컴퓨터의 주기억 메모리로 쓰인다. 또, 그 핀 배치나 전기적 특성을 규정한 DIMM 규격을 가리킨다.
이전의 SIMM (싱글 인라인 메모리 모듈:Single Inline Memory Module)에 비해 2배 이상의 데이터 버스 너비를 가지고 있는 것부터 DIMM로 불린다. 2007년 기준으로 DIMM이라고 했을 경우, 많은 개인용 컴퓨터나 워크스테이션으로 사용할 수 있는 SDRAM을 탑재한 것을 가리킨다.
DIMM 규격은 JEDEC (Joint Electron Device Engineering Council)로 표준화되어 있으며, 탑재되는 SDRAM 칩의 종류마다 규격이 다양하다. 또, 메모리 기판을 꽂는 슬롯(소켓)을 말할 수도 있지만 이것은 잘못 쓰인 것으로, 이 경우 「DIMM 슬롯」이나 「DIMM 소켓」이라고 불러야 정확하다고 할 수 있다.
기본적으로 DIMM 인터페이스는 주소, 데이터, 제어 신호로 되어 있어 일반적으로 PC용은 64비트 데이터의 DIMM이 사용되지만, 신뢰성이 요구되는 서버에서는 오류 정정 부호 8 비트를 부가한 72 비트 데이터의 DIMM이 사용된다.
DIMM의 형태는 크게 버퍼링되지 않은 DIMM(Unbuffered DIMM), 등록된 DIMM(Buffered (Registered) DIMM), 완전히 버퍼링된 DIMM(Fully Buffered DIMM (FBDIMM))의 3가지로 나눌 수 있으며, 여기서 SDRAM의 규격별로 더 나뉘어 있어, 각각 액세스 타이밍, 인터페이스가 달라 호환성은 없다. 아래와 같이 실제 전송 속도, 탑재할 수 있는 모듈의 수는 트레이드 오프(trade-off:균형)의 관계에 있다.

## 일반적인 DIMM의 종류
- 72핀 SO-DIMM (2핀 SIMM과 다름): FPM 디램 및 EDO 디램에 쓰임
- 100핀 DIMM : 프린터 SDRAM에 쓰임
- 144핀 SO-DIMM : SDR SDRAM에 쓰임
- 168핀 DIMM : SDR SDRAM (워크스테이션/서버에서 FPM/EDO DRAM에 약간 쓰였음)
- 172핀 마이크로DIMM : DDR SDRAM에 쓰임
- 184핀 DIMM : DDR SDRAM에 쓰임
- 200핀 SO-DIMM : DDR SDRAM 및 DDR2 SDRAM에 쓰임
- 204핀 SO-DIMM : DDR3 SDRAM에 쓰임
- 214핀 마이크로DIMM : DDR2 SDRAM에 쓰임
- 240핀 DIMM : DDR2 SDRAM, DDR3 SDRAM, FB-DIMM 디램에 쓰임
- 244핀 DIMM : 미니DIMM - DDR2 SDRAM에 쓰임

## 속도
SDR SDRAM DIMM
- PC66 = 66 MHz
- PC100 = 100 MHz
- PC133 = 133 MHz

DDR SDRAM (DDR1) DIMM
- PC1600 = 200 MHz 데이터 및 스트로브 / 100 MHz 클럭 (주소 및 제어)
- PC2100 = 266 MHz 데이터 및 스트로브 / 133 MHz 클럭 (주소 및 제어)
- PC2700 = 333 MHz 데이터 및 스트로브 / 166 MHz 클럭 (주소 및 제어)
- PC3200 = 400 MHz 데이터 및 스트로브 / 200 MHz 클럭 (주소 및 제어)

DDR2 SDRAM DIMM
- PC2-3200 = 400 MHz 데이터 및 스트로브 / 200 MHz 클럭 (주소 및 제어)
- PC2-4200 = 533 MHz 데이터 및 스트로브 / 266 MHz 클럭 (주소 및 제어)
- PC2-5300 = 667 MHz 데이터 및 스트로브 / 333 MHz 클럭 (주소 및 제어)
- PC2-6400 = 800 MHz 데이터 및 스트로브 / 400 MHz 클럭 (주소 및 제어)
- PC2-8500 = 1066 MHz 데이터 및 스트로브 / 533 MHz 클럭 (주소 및 제어)

DDR3 SDRAM DIMM
- PC3-6400 = 800 MHz 데이터 및 스트로브 / 400 MHz 클럭 (주소 및 제어)
- PC3-8500 = 1066 MHz 데이터 및 스트로브 / 533 MHz 클럭 (주소 및 제어)
- PC3-10600 = 1333 MHz 데이터 및 스트로브 / 667 MHz 클럭 (주소 및 제어)
- PC3-12800 = 1600 MHz 데이터 및 스트로브 / 800 MHz 클럭 (주소 및 제어)
- PC3-14900 = 1866 MHz 데이터 및 스트로브 / 933 MHz 클럭 (주소 및 제어)
- PC3-17000 = 2133 MHz 데이터 및 스트로브 / 1066 MHz 클럭 (주소 및 제어)

#### DDR4 SDRAMDIMM
- PC4-17000 = 2133Mhz 데이터 및 스트로브
- PC4-19200 = 2400Mhz 데이터 및 스트로브
- PC4-21300 = 2666Mhz 데이터 및 스트로브
- PC4-23400 = 2933Mhz 데이터 및 스트로브
- PC4-24000 = 3000Mhz 데이터 및 스트로브
- PC4-25600 = 3200Mhz 데이터 및 스트로브
- PC4-28800 = 3600Mhz 데이터 및 스트로브
- PC4-32000 = 4000Mhz 데이터 및 스트로브
- PC4-33000 = 4133Mhz 데이터 및 스트로브
- PC4-34100 = 4266Mhz 데이터 및 스트로브
- PC4-34400 = 4300Mhz 데이터 및 스트로브
- PC4-35200 = 4400Mhz 데이터 및 스트로브
- PC4-36800 = 4600Mhz 데이터 및 스트로브

## 같이 보기
- SO-DIMM
- 이중 직렬 패키지
- ZIP
- SIMM
- RIMM